# Celonites purcelli
Celonites purcelli är en stekelart som beskrevs av Brauns 1905. Celonites purcelli ingår i släktet Celonites och familjen Masaridae. Inga underarter finns listade.